# 澳洲斑粉蝶
澳洲斑粉蝶（Spotted Jezebel，學名：Delias aganippe），是屬於粉蝶科粉蝶亞科的一種蝴蝶，是斑粉蝶屬的一種。是澳洲的特有種，廣泛分佈於澳洲東部及西部沿海地區。雄蝶展翅寬61毫米，雌蝶寬63毫米。有季節多態性。生活於較稀疏的桉樹林。

## 習性

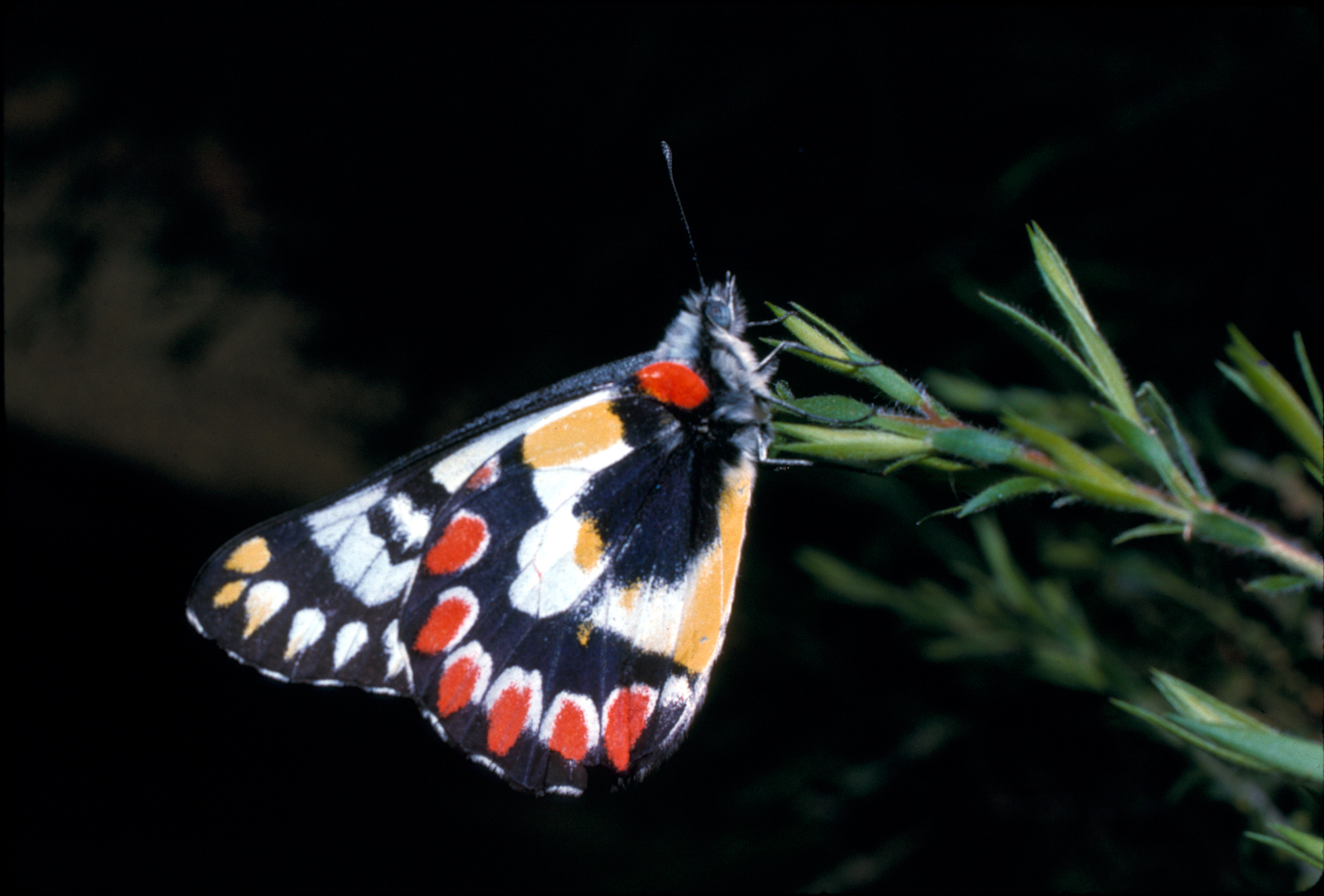
澳洲斑粉蝶

成蟲經常張開翅膀滑翔飛行，間中快速拍動數下翅膀保持高度。飛行速度比其他澳洲出沒的斑粉蝶稍快。喜愛訪花，包括桉樹和檀香目植物。雄蝶有登峰行為，並聚集在山頂上，拼力佔據最高一棵樹的樹冠。會遷徙，但遷徙路途複習且未明。一年最少兩代。

## 寄主
- 檀香科 - Exocarpos
  - E. aphyllus
  - E. cupressiformis
  - E. strictus
- 檀香科 - 檀香屬
  - S. acuminatum
  - S. lanceolatum
- 桑寄生科 - Amyema
  - A. cambagei
  - A. linophyllum
  - A. miquelii
  - A. preissii
  - A. quandang

## 腳註
1. ↑  Braby, Michael F. . CSIRO Publishing. 2004: 174. ISBN 0643090274.

## 外部連結
- 维基共享资源上的相關多媒體資源：澳洲斑粉蝶
- 維基物種上的相關：澳洲斑粉蝶
- Delias aganippe - Catalogue of Life （英文）
- Delias aganippe （页面存档备份，存于） - funet.fi